# Блокер, Жасмин
Жасмин Блокер (англ. Jasmine Blocker; род. 9 июня 1992) — американская легкоатлетка, рекордсменка мира в смешанной эстафете 4×400 м (2019).

## Биография
Родилась 9 июня 1992 года.
В 2018 году на чемпионате Северной Америки, Центральной Америки и стран Карибского бассейна в составе эстафетной команды победила на дистанции 4×400 м.
На чемпионате мира 2019 года спортсменка завоевала «золото» в смешанной эстафете 4×400 метров, приняв участие в забеге и став соавтором (вместе с Тайреллом Ричардом, Джессикой Берд и Оби Игбокве) первого в истории мирового рекорда в смешанной эстафете 4×400 метров (3.12,42). Этот рекорд продержался один день. На следующий день, в финале дисциплины, американский квартет в составе Уилберта Лондона, Эллисон Феликс, Кортни Около и Майкла Черри превзошёл это достижение почти на 3 секунды (3.09,84).